# 高睿 (棋手)
高睿（1992年5月20日—），是国际象棋特级大师。
高睿于2009年获得国际大师称号。2013年，晋升为特级大师。2015年，在北京举行的首届亚洲大学生国际象棋锦标赛上，代表天津外国语大学出战的高睿获得第五名，并获最佳新人奖。